# میشل لوران
میشل لوران (فرانسوی: Michel Laurent‎؛ زادهٔ ۱۰ اوت ۱۹۵۳) دوچرخه‌سوار اهل فرانسه است.
از باشگاه‌هایی که در آن رکاب زده‌است می‌توان به تیم دوچرخه‌سواری پژو اشاره کرد.